# Mountain States

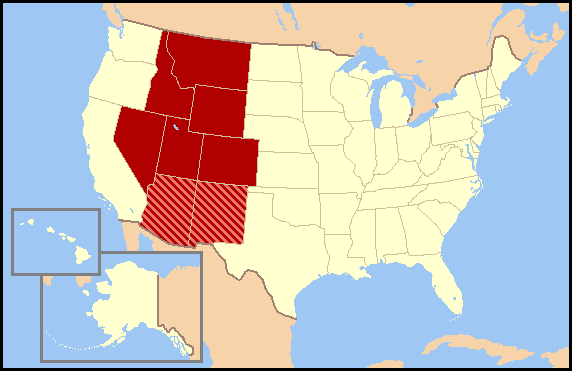
Zu den Mountain States gehören Wyoming, Idaho, Montana, Utah, Nevada, Colorado sowie, je nach Definition, unter anderem der des United States Census Bureau, auch New Mexico und Arizona

Der Begriff Mountain States (oder auch Mountain West) steht für eine Region im Westen der USA. Es ist ebenfalls eine Unterregion (Division) des United States Census Bureau. Der Begriff „Mountain States“ bezeichnet diejenigen Staaten, durch welche die Gebirgskette der Rocky Mountains verläuft. Die Rocky Mountains ziehen sich von Nord nach Süd quer durch die USA. In der Regel werden Montana, Wyoming, Idaho, Utah, Colorado sowie Nevada zu den Mountain States gezählt. Je nach Definition werden manchmal auch Arizona und New Mexico hinzugerechnet. Das United States Census Bureau inkludiert ebenfalls diese Staaten.

## Charakteristika
Die Mountain States sind vor allem geprägt durch ihre geringe Bevölkerungsdichte und die imposante Bergwelt. Große Städte findet man in den Rocky Mountains selten; die Metropolen der Mountain States, Denver, Las Vegas und Phoenix, liegen alle außerhalb des Gebirges. Die Rocky Mountains sind auch der Teil der USA, der am spätesten kolonisiert wurde. Am geringsten ist die Bevölkerungsdichte in Wyoming mit knapp 2 Einwohnern pro km².

## Wirtschaft
Die traditionellen Haupterwerbsquellen in den Mountain States sind der Bergbau und die Rinderzucht, in jüngerer Zeit aber auch der Dienstleistungssektor und damit der Tourismus. Zu den in den Rocky Mountains geförderten Mineralien zählen besonders Gold und Silber, aber auch Zink, Blei, Kupfer und Uran. In Colorado, Wyoming, New Mexico und Montana  befinden sich auch große Öl-, Erdgas- und Kohlevorkommen. Die Viehzucht ist in Montana und Wyoming noch besonders stark vertreten. 
Touristisch sind vor allem die Nationalparks (Arches-Nationalpark, Black-Canyon-of-the-Gunnison-Nationalpark, Bryce-Canyon-Nationalpark, Canyonlands-Nationalpark, Capitol-Reef-Nationalpark, Glacier-Nationalpark, Grand-Teton-Nationalpark, Great-Basin-Nationalpark, Great-Sand-Dunes-Nationalpark, Mesa-Verde-Nationalpark, Rocky-Mountain-Nationalpark, Yellowstone-Nationalpark, Zion-Nationalpark) und die Skigebiete in Colorado von Bedeutung.